# 全球藏人特别大会
全球藏人特别大会（藏語：དམིགས་བསལ་ཚོགས་ཆེན།，威利转写：dmigs bsal tshogs chen）是由西藏流亡政府的议会与噶厦（内阁）在遇重大紧急事件时召集全球流亡藏人举行的特别会议。

## 会议召集
根据《流亡藏人宪章》第五十九条规定：
|  | - 對重大的緊急事件，如果需要廣泛地徵求人民的意見時，可以由達賴喇嘛直接發布命令，或是內閣與議會的正、副議長協商並報請達賴喇嘛批准後即可召開特別大會。 - 類似大會的召集對象除了西藏人民議會的全體議員，其它與會人員數量、來源、議案以及會議時間和地點等則由內閣和議會或議會常務會協商決定。 - 與會者、議案、會議時間、會議地點等確定後，由議會秘書處在會議召開的四十五天之前發出會議通知。 |

## 历次大会

### 第一次（2008年）
2008年西藏骚乱后，西藏流亡议会与噶厦决定于2008年11月17日至22日在达兰萨拉举行1959年流亡政府成立后的首次全球藏人特别大会。来自14个国家的559位代表参加了这次会议。会议达成了以非暴力手段推动西藏事务并寻求西藏问题国际化的共识，但主张西藏独立的藏青会等组织与支持达赖喇嘛中间道路的藏人间仍存有许多分歧，就是否继续与中国政府和谈没有达成一致意见。

### 第二次（2012年）
始于2011年的藏区连环自焚事件与2012年藏区骚乱发生后，鉴于西藏境内的严峻局势，西藏流亡议会与噶厦于2012年4月决定同年9月25日至28日在达兰萨拉举行第二次全球藏人特别大会。参加此次会议的共有来自全球各地的432位藏人代表。